# Kazimiernikejszyn
Kazimiernikejszyn – wielogatunkowy festiwal muzyczny odbywający się w Kazimierzu Dolnym od roku 2014.

## Historia
Pierwsza, trzydniowa edycja, która zgromadziła około 3.000 uczestników, odbyła się w lipcu 2014 z inicjatywy Dobrej Grupy założonej przez Michała Niewęgłowskiego i Włodzimierza "Paprodziada" Dembowskiego – wokalisty zespołów Łąki Łan, Dziady Kazimierskie, November Project i SunnyLand. Założeniem festiwalu od pierwszej edycji jest połączenie koncertów muzycznych, spotkań z ciekawymi gośćmi i kontaktu z naturą. Festiwalowe atrakcje obejmują m.in. spacery po Kazimierzu Dolnym oraz aktywności łączące uczestników festiwalu.
Artyści biorący udział w festiwalu reprezentują wiele gatunków muzycznych m.in. rock, pop, hip-hop, funk, reggae czy muzykę elektroniczną, również w odmianach alternatywnych oraz z gatunku indie. Wspólnym większości występujących grup muzycznych jest nawiązanie do muzyki ludowej.
Od drugiej edycji festiwal trwa cztery dni (czwartek-niedziela), a od 2019 roku pięć (środa-niedziela).

## Organizacja festiwalu

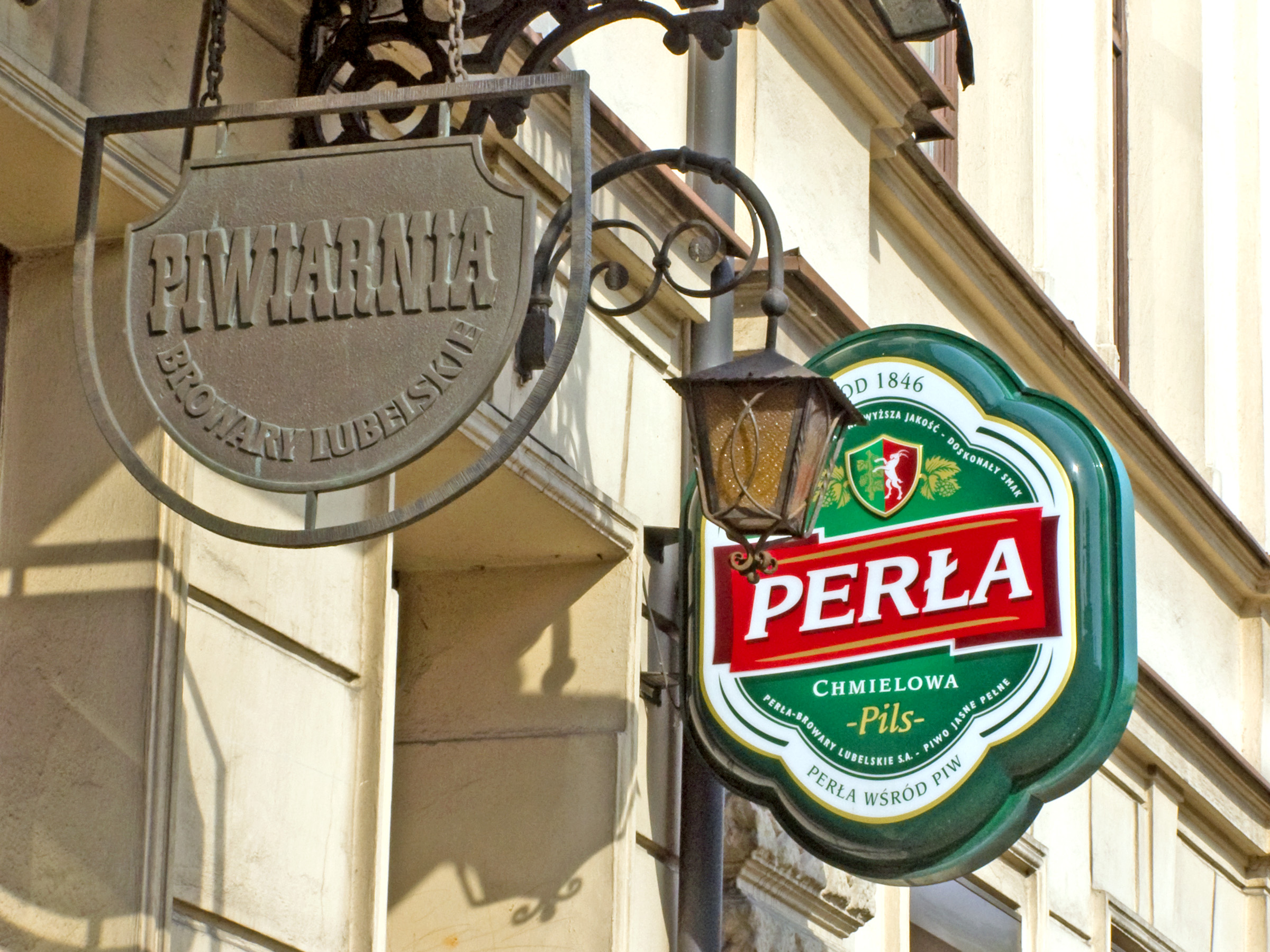
Piwo "Perła" – główny sponsor festiwalu

### Sponsorzy
Sponsorem głównym, od pierwszej edycji festiwalu, są Browary Lubelskie, producent piwa Perła.
Festiwal wspierany jest również przez burmistrza Kazimierza Dolnego, miasto Puławy, województwo lubelskie, BlaBlaCar (car sharing), magazyn Zwierciadło, sklep rowerowy Rowereo i producenta wody mineralnej Id'eau,

### Sceny
Główna scena festiwalu znajduje się na terenie kazimierskich kamieniołomów, oddalonych około dwóch kilometrów od rynku.
Druga scena ustawiana jest na rynku, a wstęp na odbywające się na niej koncerty jest bezpłatny. Podczas festiwalu odbywają się również kameralne koncerty w m.in. klubie Przystanek Korzeniowa czy w bistro Trzeci Księżyc na Małym Rynku.

### Atrakcje pozamuzyczne
Każdy dzień festiwalu jest wypełniony atrakcjami pozamuzycznymi. W wydzielonych strefach odbywają się warsztaty, zajęcia sportowe i inne.
Palenie koguta to tradycja zapoczątkowana już na pierwszej edycji festiwalu. Na rynku głównym stoi słomiany kogut, do którego uczestnicy festiwalu przyczepiają karteczki z życzeniami. Kogut jest palony w ostatni dzień koncertów na szczycie kamieniołomów.
Mała Strefa powstała w roku 2015 na terenie przylegającym do Spichlerzu Feuersteina (oddziału PTTK). Znajdują się na niej atrakcje dla dzieci.
Paprowędrówki z Paprodziadem (Włodzimierz Dembowski) to specyficzny rodzaj spaceru szlakami i bezdrożami miasta i okolic. Prowadzący pokazuje mniej znane miejsca, krzyżuje szlaki kazimierskimi wąwozami, a także wraz z uczestnikami zbiera śmieci pozostawione w lesie.
Spotkania tematyczne z artystami, aktorami i innymi ciekawymi osobistościami uatrakcyjniają część niekoncertową festiwalu. Do tej pory odbyły się spotkania m.in. z Ewą Błachnio, Joszko Brodą, Joanną Brodzik, Magdaleną Dembowską, Szymonem Hołownią, Mariuszem Kałamagą, Magdaleną Kielar, Katarzyną Miller, Moniką Mrozowską, André Sternem, Dorotą Sumińską.
Inne atrakcje: spływy kajakowe, piłka 555, spektakle teatralne, walka na kolory, rajd rowerowy tunelem, bicie rekordu Guinnessa w śmiechu, kanioning (bieg wąwozami), bumper balls

### Karnety
Karnet Petarda oprócz wstępu na koncerty obejmuje noclegi o wysokim standardzie ze śniadaniami dla dwóch osób, dostęp do wszelkich atrakcji festiwalu z pierwszeństwem uczestnictwa, zniżki do wybranych restauracji i obiektów usługowych, a także niespodzianki od sponsorów i organizatorów.
Karnet Konkret jest analogiczny do powyższego. Różnica polega na standardzie noclegów i ich odległości od głównych atrakcji oraz na braku pierwszeństwa uczestniczenia w festiwalowych atrakcjach.
PrzeKarnet, karnet Gruby, Kazimierski, i Dobry (odpowiednio 5, 4, 3, 1 dniowy) uprawniają do uczestnictwa w koncertach oraz innych atrakcji bez noclegów.
Karnety Polowe, odpowiednio Gruby, Kazimierski i Dobry uprawniają do uczestnictwa w koncertach i atrakcjach a także miejsce na specjalnie przygotowanych polach namiotowych.
Karnet ruchowy jest specjalną formą otrzymania biletów na imprezę. Aby go zdobyć uczestnicy muszą pokonać określoną odległość pieszo, biegnąc lub rowerem (mierzy to specjalna aplikacja).

## Edycje
| Edycja | Rok  | Data | Data | Scena Kamieniołom | Scena Rynek | Inne |
| ------ | ---- | --- | --- | --- | --- | --- |
| XII    | 2025 | ND | 20 lipca | | | |
| XII    | 2025 | SB | 19 lipca | Ørganek, Myslovitz, Kaliber 44, Jucho, Dawid Tyszkowski                                                                                      | | |
| XII    | 2025 | PT | 18 lipca | Nowowska/Król, Mrozu, Fisz Emade Tworzywo, Lor                                                                                               | | Ewa Błachnio                                                                                                   |
| XII    | 2025 | CZ | 17 lipca | Zalewski, Grubson, Kazimierska Orkiestra Dziadowska, The Dumplings Orkiestra, Smolik // Kev Fox                                              | | |
| XII    | 2025 | ŚR | 16 lipca | | | |
| XI     | 2024 | ND | 21 lipca | - | - | - |
| XI     | 2024 | SB | 20 lipca | Gooral x Paprodziad (2), Bohemian Betyars (3), Kuba Badach, Vito Bambino (2), Bass Astral                                                    | Aldaron (2) | - |
| XI     | 2024 | PT | 19 lipca | Bartek Królik, Jazz Band Młynarski-Masecki, Sorry Boys, Artur Rojek, Łąki Łan (8)                                                            | Paprosound | - |
| XI     | 2024 | CZ | 18 lipca | Projekt WOW, Kazimierska Orkiestra Dziadowska (2), Baranovski (2), Kwiat Jabłoni (2), Gogol Bordello                                         | - | - |
| XI     | 2024 | ŚR | 17 lipca | - | silent disco                                                                                                   | - |
| X      | 2023 | ND | 16 lipca | - | - | - |
| X      | 2023 | SB | 15 lipca | Paprodziad z Pęczakiem, Fisz Emade Tworzywo (2), IGO, Bajm i Beata Kozidrak                                                                  | - | - |
| X      | 2023 | PT | 14 lipca | Karaś/Rogucki, Kaśka Sochacka, Natalia Przybysz (2), Dubioza Kolektiv                                                                        | - | - |
| X      | 2023 | CZ | 13 lipca | Kazimierska Orkiestra Dziadowska, Blenders, Nosowska (3), Vito Bambino                                                                       | - | - |
| X      | 2023 | ŚR | 12 lipca | - | silent disco                                                                                                   | - |
| IX     | 2022 | ND | 17 lipca | - | - | - |
| IX     | 2022 | SB | 16 lipca | Shata QS, L.U.C. & Rebel Babel (2), Ralph Kaminski, Daria Zawiałow (2)                                                                       | - | - |
| IX     | 2022 | PT | 15 lipca | Majka Jeżowska, Ørganek (3), T.Love, Rat Kru                                                                                                 | - | - |
| IX     | 2022 | CZ | 14 lipca | Mery Spolsky, Ania Rusowicz, Krzysztof Zalewski (2), Mrozu (2)                                                                               | - | - |
| IX     | 2022 | ŚR | 13 lipca | - | Gooral x Paprodziad                                                                                            | |
| VIII   | 2021 | ND | 18 lipca | - | - | - |
| VIII   | 2021 | SB | 17 lipca | Leszek Możdżer, Bartek Królik, Natalia Przybysz, Łąki Łan (7)                                                                                | Aldaron | - |
| VIII   | 2021 | PT | 16 lipca | Dziady Kazimierskie & Rury Wydechowe (7), Baranovski, Kwiat Jabłoni, Dawid Podsiadło (2)                                                     | - | - |
| VIII   | 2021 | CZ | 15 lipca | Król, Mrozu, Nosowska (2), Bass Astral x Igo (2)                                                                                             | - | - |
| VIII   | 2021 | ŚR | 14 lipca | - | silent disco                                                                                                   | - |
| VII    | 2020 | VII edycja festiwalu została odwołana z powodu ograniczeń będących następstwem pandemii koronawirusa w Polsce. | VII edycja festiwalu została odwołana z powodu ograniczeń będących następstwem pandemii koronawirusa w Polsce. | VII edycja festiwalu została odwołana z powodu ograniczeń będących następstwem pandemii koronawirusa w Polsce.                               | VII edycja festiwalu została odwołana z powodu ograniczeń będących następstwem pandemii koronawirusa w Polsce. | VII edycja festiwalu została odwołana z powodu ograniczeń będących następstwem pandemii koronawirusa w Polsce. |
| VI     | 2019 | ND | 21 lipca | - | The Bartenders                                                                                                 | - |
| VI     | 2019 | SB | 20 lipca | Bitamina, Mela Koteluk, The Dumplings, Kult                                                                                                  | - | Dziady Kazimierskie (6)                                                                                        |
| VI     | 2019 | PT | 19 lipca | Bubliczki, Damian Syjonfan (2), Ørganek (2), Krzysztof Zalewski                                                                              | Teściowa Śpiewa                                                                                                | - |
| VI     | 2019 | CZ | 18 lipca | Daria Zawiałow, Łąki Łan & Dmuchawce (6), Jarecki, Bass Astral x Igo                                                                         | - | - |
| VI     | 2019 | ŚR | 17 lipca | - | silent disco                                                                                                   | Szabla |
| V      | 2018 | ND | 15 lipca | - | NeoKlez (2) | - |
| V      | 2018 | SB | 14 lipca | TABU, Shakin' Dudi, Lao Che (2), Łąki Łan (5)                                                                                                | - | - |
| V      | 2018 | PT | 13 lipca | Dziady Kazimierskie (5), Fisz Emade Tworzywo, Dawid Podsiadło, Grubson (2)                                                                   | November Project (3)                                                                                           | - |
| V      | 2018 | CZ | 12 lipca | - | SPACEBOY, silent disco                                                                                         | - |
| IV     | 2017 | ND | 9 lipca | - | Bum Bum ORKeSTAR, Dziady Kazimierskie (4)                                                                      | - |
| IV     | 2017 | SB | 8 lipca | Julia Pietrucha, L.U.C. & Rebel Babel, Łąki Łan (4), Gooral (2)                                                                              | - | - |
| IV     | 2017 | PT | 7 lipca | Łona i Webber & The Pimps, Kamil Bednarek, Hey, SunnyLand                                                                                    | - | - |
| IV     | 2017 | CZ | 6 lipca | - | - | Brodacze Live Act                                                                                              |
| III    | 2016 | ND | 10 lipca | - | Dziady Kazimierskie (3)                                                                                        | - |
| III    | 2016 | SB | 9 lipca | Domowe Melodie, Bohemian Betyars (2), Zeus, Psio Crew, Marika                                                                                | - | - |
| III    | 2016 | PT | 8 lipca | Chonabibe, November Project (2), Kapela ze Wsi Warszawa, Ørganek, Łąki Łan (3)                                                               | - | - |
| III    | 2016 | CZ | 7 lipca | - | silent disco                                                                                                   | Jacek Kleyff i Słoma                                                                                           |
| II     | 2015 | ND | 12 lipca | Bajzel, Bohemian Betyars, Damian Syjonfan | - | - |
| II     | 2015 | SB | 11 lipca | Bielas i Marynarze, Familia Perkalaba, Ja Mmm Chyba Ściebie, Klezmafour, Dziady Kazimierskie (2), Pogodno i Hajle Silesia Orkiestra, Grubson | - | - |
| II     | 2015 | PT | 10 lipca | Masala Soundsystem, Akurat, Nosowska, Łąki Łan (2)                                                                                           | - | - |
| II     | 2015 | CZ | 9 lipca | - | - | - |
| I      | 2014 | ND | 13 lipca | Miąższ, NeoKlez, Czessband, Dziady Kazimierskie                                                                                              | - | - |
| I      | 2014 | SB | 12 lipca | Ifi Ude, Mitch & Mitch, Lao Che, Łąki Łan | - | - |
| I      | 2014 | PT | 11 lipca | November Project, Gooral, Voo Voo i Trebunie-Tutki                                                                                           | - | - |

## Artyści
| Liczba występów | Artysta |
| --------------- | --- |
| 8               | Łąki Łan |
| 7               | Dziady Kazimierskie |
| 3               | Bohemian Betyars, Nosowska, November Project, Ørganek |
| 2               | Aldaron, Baranovski, Bartek Królik, Bass Astral x Igo, Damian Syjonfan, Daria Zawiałow, Dawid Podsiadło, Fisz Emade Tworzywo, Gooral, Gooral x Paprodziad, Grubson, Kazimierska Orkiestra Dziadowska, Lao Che, L.U.C. & Rebel Babel, Krzysztof Zalewski, Kwiat Jabłoni, Mrozu, Natalia Przybysz, NeoKlez, Vito Bambino |
| 1               | Akurat, Ania Rusowicz, Artur Rojek, Bajm i Beata Kozidrak, Bajzel, Bass Astral, Bielas i Marynarze, Bitamina, Blenders, Brodacze Live Act, Bubliczki, Bum Bum ORKeSTAR, Chonabibe, Czessband, Domowe Melodie, Dubioza Kolektiv, Familia Perkalaba, Gogol Bordello, Hey, Ifi Ude, IGO, Ja Mmm Chyba Ściebie, Jacek Kleyff, Jarecki, Jazz Band Młynarski-Masecki, Julia Pietrucha, Kamil Bednarek, Kapela ze Wsi Warszawa, Karaś/Rogucki, Kaśka Sochacka, Klezmafour, Król, Kuba Badach, Kult, Leszek Możdżer, Łona i Webber & The Pimps, Majka Jeżowska, Marika, Masala Soundsystem, Mela Koteluk, Mery Spolsky, Miąższ, Mitch & Mitch, Paprodziad z Pęczakiem, Paprosound, Pogodno i Hajle Silesia Orkiestra, Projekt WOW, Psio Crew, Ralph Kaminski, Rat Kru, Shakin' Dudi, Shata QS, Sorry Boys, SPACEBOY, SunnyLand, Szabla, T.Love, TABU, Teściowa Śpiewa, The Bartenders, The Dumplings, Trebunie-Tutki, Voo Voo, Zeus |

Ostatnia aktualizacja: Kazimiernikejszyn 2024